# 1. Flak-Division

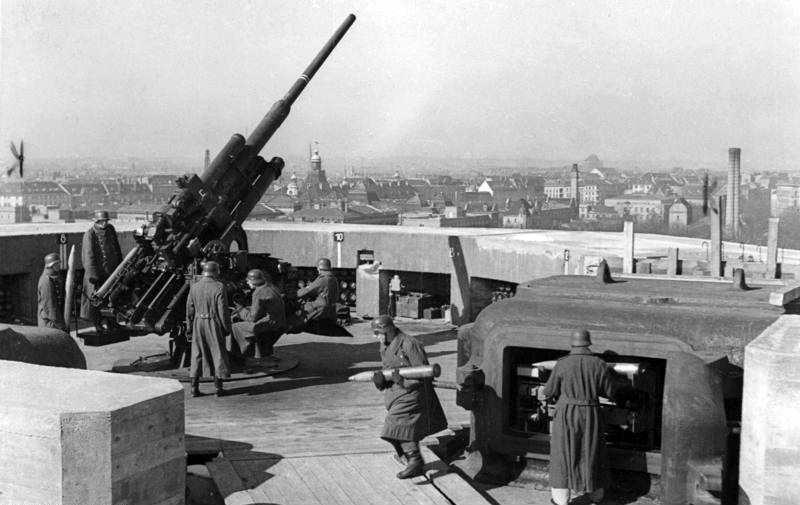
Schwere Flak auf dem Berliner Zoo-Bunker

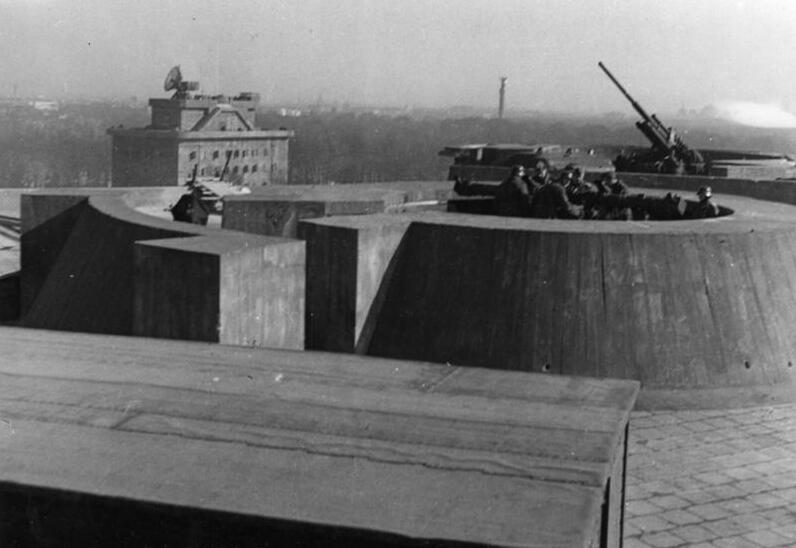
Flaksoldaten der 1. Flak-Division bei einer Übung am 16. April 1942

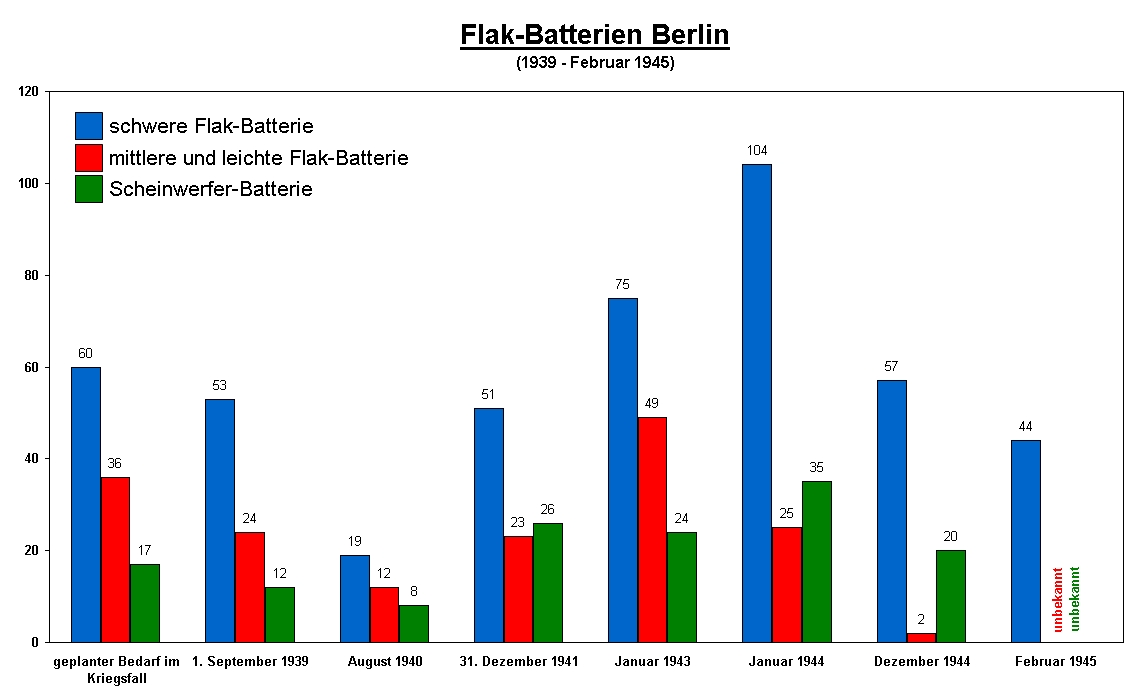
Grafische Darstellung der eingesetzten Flak-Batterien in Berlin von 1939 bis 1945

Die 1. Flak-Division war ein Großverband der Bodentruppen der deutschen Luftwaffe im Zweiten Weltkrieg. Zuständig war die Division für die Abwehr von einfliegenden gegnerischen Flugzeugen mittels Flugabwehrgeschützen im Großraum von Berlin.

## Vorgeschichte

### Luftverteidigungs-Kommando Berlin
Bereits im Sommer 1938 wurde zur Zusammenfassung der mit der Hauptstadt des Deutschen Reichs beauftragten Flugabwehrtruppen mit der Planung und Aufstellung eines Luftverteidigungs-Kommando Berlin begonnen, das am 1. Juli 1938 gebildet und unter das Kommando von Oberst Braun gestellt wurde. Dieser verunglückte jedoch am 4. August bei der Anreise zu seinem neuen Dienstposten in Berlin tödlich. Als Nachfolger wurde der spätere Generalmajor Gerhard Hoffmann berufen, der dann das Kommando bis zum 23. Juni 1940 innehatte.

### Luftverteidigungs-Kommando 1
Der Führungsstab wurde mit Wirkung zum 1. August 1939 umbenannt.
Die Flakkräfte des Luftgau III (Berlin) gehörten seit der Reorganisation am 1. Juli 1938 neben der Flieger-Bodenorganisation, Jagdverbänden, Flugmeldedienst, Luftschutz und Nachschub zur sogenannten Bodenorganisation der Luftwaffe. Der Luftgau III umfasste den Raum der Wehrkreise III und II mit Ausnahme von Mecklenburg und Vorpommern.
Hauptaufgabe des Kommando war bis zum Kriegsausbruch die Luftraumverteidigung mittels der unterstellten Flakgruppen (Regimenter) des Raums Groß-Berlin.
Die Organisation unterstand dabei direkt dem Luftgaukommando III und hatte folgende Gliederung:
- Flak-Regiment 12 (Berlin)
- Flak-Regiment 22 (Brandenburg)
- Flak-Regiment 32 (26. August 1938 Berlin-Heiligensee)
- Flak-Regiment „General Göring“ (Berlin)

Die effektive Zahl der unterstellten Einheiten belief sich auf 60 schwere, 35 mittlere und leichte Batterien, 17 Scheinwerfer-Batterien sowie 6 Luftsperrballon-Batterien und 9 Fla-MG Kompanien.

### 1939
Mit Beginn des Zweiten Weltkrieges war das Flak-Regiment 12 (Lankwitz) für den Schutz der Reichshauptstadt Berlin im Südosten zuständig. Das neu aufgestellte Flak-Regiment 32 mit Sitz in Reinickendorf war für den Nordwesten der Stadt und das Flakregiment Göring für den Schutz von Potsdam vorgesehen, insbesondere den Schutz des dort stationierten Hauptquartiers des Oberkommandos der Luftwaffe.
Die Vorkriegsstärke der Luftverteidigungskräfte im Raum Berlin konnte jedoch nicht auf diesem hohen Niveau gehalten werden. Durch die Abberufung von mobilen Einheiten sank nach Beginn des Angriffskriegs auf Polen die Zahl der Luftverteidigungskräfte auf 53 schwere, 24 mittlere und leichte Batterien ab. Ebenso standen von ursprünglich 17 Scheinwerfer-Batterien nur noch 12 zur Verfügung.

### 1940
Während der deutschen Vorbereitungen für den deutschen Angriff im Westen wurden weitere Flakbatterien aus dem Raum Berlin abgezogen. Bis Mitte August 1940 sank die Zahl der Flakbatterien in und um Berlin auf nur noch 19 schwere und 12 mittlere und leichte Batterien ab. Auch die Zahl der Scheinwerfer-Batterien für ganz Berlin wurde auf 8 Batterien verringert. Proteste seitens des General des Luftgaukommando III blieben ungehört.
Faktisch verfügte die deutsche Luftwaffe am Jahresanfang 1940 nicht mehr über genügend Kräfte um Berlin effektiv zu schützen. Insbesondere bei nächtlichen Luftangriffen, ging die Führung des Kommandos davon aus, das für eine nächtliche Luftverteidigung mit Sperrfeuerzonen (der Flächenschutz) nicht mehr ausreichend viel Kräfte vorhanden waren.
Erst nach den ersten britischen Luftangriffen auf Berlin, die im August 1940 erfolgten, wurden die Kräfte des Kommandos verstärkt. Es begann der Bau der Berliner Flaktürme für schweren Flugabwehrgeschützen und die Unterbringung von Zivilisten. Die schweren Bunker erhielten später mehrere 12,8-cm-Flak-Zwillingsgeschützen als Bewaffnung.
Im Dezember 1940 umfasste das Luftverteidigungs-Kommando 1 wieder 51 schwere, 23 mittlere sowie 26 Scheinwerferbatterien. Auch wenn die Zahl der Scheinwerferbatterien über dem Vorkriegsniveau lag, so waren nach Kriegsbeginn für den Großraum Berlin immer noch weniger Batterien verfügbar als bei Kriegsbeginn. Die nun immer häufigeren nächtlichen Luftangriffe des RAF Bomber Command auf Berlin machte jedoch eine Verstärkung der Flakkräfte erforderlich.
Am 1. September 1941 endete die Geschichte des Luftverteidigung-Kommando 1 durch Umbenennung.

## 1. Flak-Division
Durch Umbenennung wurde aus dem Luftverteidigungs-Kommando 1 mit dem Monatsbeginn September 1941 die 1. Flak-Division.
Per Stichtag 31. Dezember 1941 verfügte die 1. Flak-Division im Großraum Berlin über 75 schwere, 49 mittlere und leichte sowie über 24 Scheinwerferbatterien.

### 1943
Die Gliederung umfasste zum 1. November 1943 das:
- Flak-Regiment 22 als Flakgruppe Süd in Lankwitz
- Flak-Regiment 53 als Flakgruppe Nord in Heiligensee
- Flak-Regiment 126 als Flakgruppe West in Reinickendorf
- Flak-Regiment 172 als Flakgruppe Ost (nur bis 25. August 1944)
- Flakscheinwerfer-Regiment 82

### 1944
Auf die nach dem Kriegseintritt der Vereinigten Staaten zunehmende Luftbedrohungslage des deutschen Reichsgebietes und der vom Deutschen Reich besetzten Gebiete reagierte man auf deutscher Seite mit Verstärkung der Flugabwehrkräfte. Der Großraum Berlin wurde im Januar 1944 von
- 105 schwere Batterien
- 25 mittlere und leichte Batterien
- 20 Scheinwerfer-Batterien

verteidigt. Allerdings war die fehlende Wirksamkeit der Flugabwehr-Organisation angesichts der großflächigen Zerstörungen im Stadtgebiet offenkundig. Da die Geschützbatterien im Bereich der wichtigen Industrie- und Verkehrsknotenpunkte (wie Bahnhöfen) konzentriert war, war die erforderliche großflächige Verteidigung in diesem Stadium des Krieges nicht zu leisten.
Der Zusammenbruch der Heeresgruppe Mitte im Jahr 1944 hatte bereits zu einer Reduzierung der Batterien über das Jahr 1944 geführt. Die sowjetischen Winteroffensive 1944/45 führte dann dazu, dass insgesamt weitere 13 schwere Batterien für den Fronteinsatz abgezogen wurden, wodurch der Bestand schwerer Batterien bis auf 44 absank.

### 1945
Mit der unmittelbaren Bedrohungslage der Stadt Berlin wurde die 1. Flak-Division schließlich im Februar 1945 dem Kampfkommandanten von Berlin unterstellt. Für eine vorgelagerte Verteidigungslinie wurde in diesem Zug das Flak-Regiment 53 aus den bisherigen Stellungen abgezogen und östwärts an die Oder-Front verlegt.
Die oberen Kommandobehörden des Heeres sah für die Verteidigung der Stadt Berlin die Aufstellung von siebenundvierzig Flakkampfgruppen vor. Diese sollten in den Bodenkampf der Schlacht um Berlin eingreifen. Vorgesehen war, dass die Masse der Mannschaften für diese Geschütze aus dem Personalstamm der 1. Flak-Division gestellt werden sollten.
Angesichts fehlender Ausrüstung und inzwischen doch zahlenmäßig geringen Anzahl von Batterien fehlte für diese Ideen war es kaum realistisch dieses Flakkampfgruppen zu bilden. Wo und welche Flakkampfgruppen trotz der Umstände noch mit den Geschützen bestehender Batterien noch realisiert wurden, kann mit dem heute noch vorhandenen Dokumente nicht sicher geklärt werden.
Mit der Abgabe der letzten Flakgeschütze, soweit diese in irgendeiner Weise mobil gemacht werden konnten, brach die Luftabwehr über Berlin zusammen.

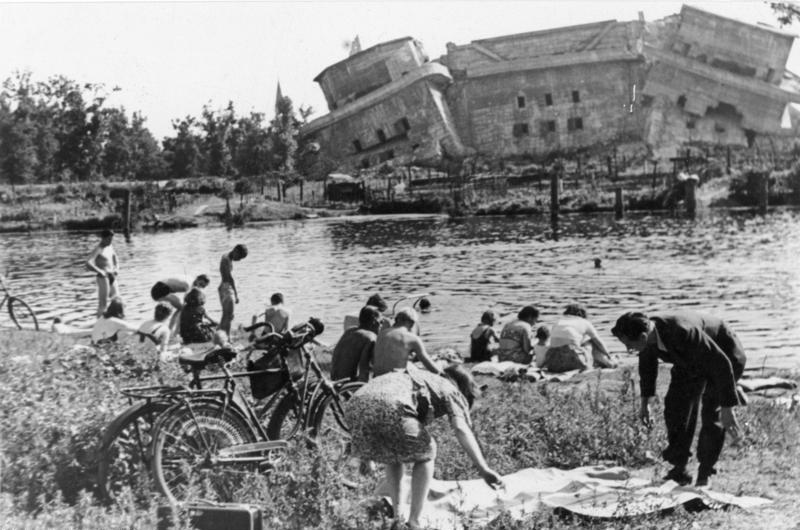
Der zerstörte Flakbunker am Berliner Zoo; letzter Gefechtsstand des Führungsstabes der 1. Flak-Division
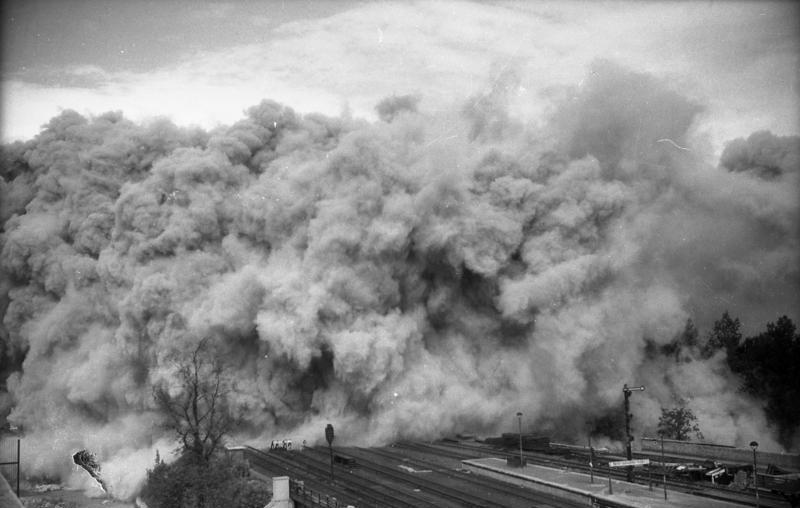
Sprengung des Bunkers am 4. September 1947
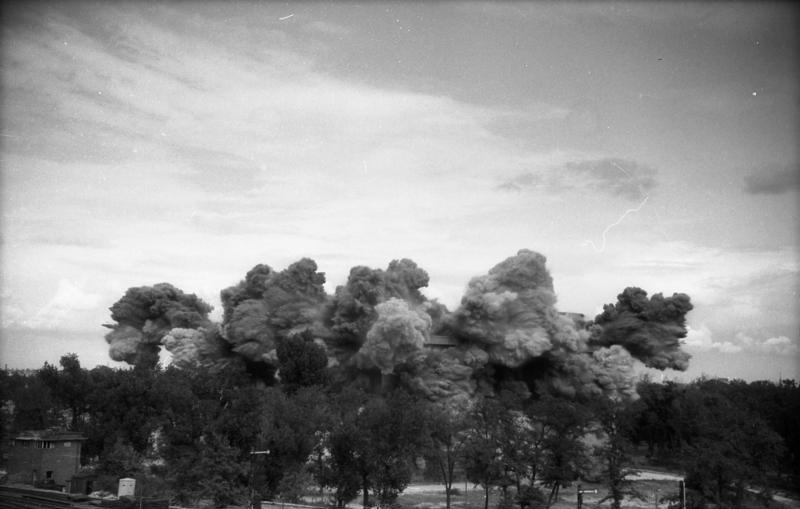
Sprengung aus der Totalen

### Kapitulation
Mitte April 1945 wurde die 1. Flak-Division dann dem Generalkommando II. Flak-Korps unterstellt. Der Gefechtsstand des Führungsstabes befand sich bis Kriegsende im Flakbunker am Berliner Zoo, von wo aus ihre Geschütze aufgrund der günstigen erhöhten strategischen Lage noch eine wirksame Feuerunterstützung für die am Boden kämpfenden deutschen Einheiten abgeben konnten. Am 2. Mai 1945 kapitulierte dann Berlin unter seinem Kampfkommandanten General Helmuth Weidling und mit ihm alle noch zur Verfügung stehenden Flakkampfkräfte der 1. Flak-Division, die anschließend in sowjetische Kriegsgefangenschaft gerieten.

## Kommandeure
| Rang                | Name               | Zeitraum                               |
| ------------------- | ------------------ | -------------------------------------- |
| Oberst              | Braun              | August 1938                            |
| Oberst/Generalmajor | Gerhard Hoffmann   | 1. September 1938 bis 29. Februar 1940 |
| Oberst              | Werner Prellberg   | 29. Februar 1940 bis 6. Juli 1940      |
| Oberst/Generalmajor | Ludwig Schilffarth | 17. Juli 1940 bis 14. Januar 1943      |
| Oberst/Generalmajor | Max Schaller       | 15. Januar 1943 bis 28. Februar 1944   |
| Generalleutnant     | Erich Kreßmann     | 10. März 1944 bis 14. November 1944    |
| Generalmajor        | Otto Sydow         | 15. November 1944 bis 2. Mai 1945      |

## Befehlsstand Zoobunker und dessen Verbleib
Den letzten Befehlsstand hatte die 1. Flak-Division im bekannten Zoobunker im Zentrum von Berlin. Nach der Einnahme von Berlin durch die sowjetischen Truppen wurde der Bunker bis Januar 1947 als Notunterkunft für die Bevölkerung genutzt. Für die beiden Betonkonstruktionen im Bezirk Tiergarten hatte die dort nun verantwortliche britische Besatzungsmacht entschieden, dass diese beseitigt werden sollten.
Am 28. Juli 1947 erfolgte die Sprengung des Feuerleitturms unter Einsatz von 12 Tonnen Sprengstoff.
Im August 1947 sollte der Gefechtsturm mit 25 Tonnen Sprengstoff zerstört werden. Diese Sprengung verursachte nicht den gewünschten Effekt. Auch ein weiterer Sprengversuch blieb erfolglos. Erst am 30. Juli 1948 gelang eine größere Zerstörung unter Einsatz von 40 Tonnen TNT. Die zerstörten Teile des Turms wurden in der Folgezeit mit Abraum aus der Trümmerbeseitigung überdeckt, um diesen künstlichen Berg dann in der Folge in das Gelände des Zoologischen Garten einzubringen.
Im Jahr 1955 hatte sich die Planung verändert und die etwas 412.000 m³ Schutt, welche über den Trümmer angehäuft worden waren, wurden sukzessive entfernt. Es begann der Rückbau der Bunkertrümmer durch Kleinsprengungen der Stahlbetonkonstruktion mit dem Einsatz von Sauerstofflanzen.
Nach der Räumung des Geländes konnten als Teil des Berliner Zoo neue Gehege für Kamele und Nashörner errichtet werden. Auch das heutige Vogelhaus wurde auf dem zuvor als Bunkerareal verwendeten Gelände errichtet werden.